# 81 Geminorum
81 Geminorum (81 Gem ~ "g" Geminorum Bayer designazione) è una stella presente nella costellazione dei Gemelli, di magnitudine apparente 4.87. 
È visibile ad occhio nudo, nelle notti limpide e lontano dai centri abitati, posta tra Polluce e Procione a circa 2/3 di distanza dalla prima, poco più di tre gradi a sud est di Wasat.